# 潜在自然植生
潜在自然植生（せんざいしぜんしょくせい、potential natural vegetation）は、植物生態学上の概念で、一切の人間の干渉を停止したと仮定したときに現状の立地気候が支持し得る植生のこと。
1956年、ドイツの植物学者ラインホルト・チュクセン（独: Reinhold Tüxen）によって提唱された。

## 解説
現在、我々が接する植生（現存植生）のほとんどは伐採・植林・放牧・汚染などによる人間の干渉を受けて形成されている。これを代償植生という。代償植生は、人間の接触が始まる前の植生（原植生）と人間との接触によって形成される植生（人為植生）が混在している。
1970年代に自然保護の運動が世界的に高まる中、この概念を実際の植生回復へ応用する試みがチュクセンの弟子である宮脇昭によって始められ、現在まで多くの成果を生んでいる。
これらの植生は神社の鎮守の森と呼ばれる神社の境内にある森林帯や昔ながらの自然農法を活用した屋敷林にある事が多く、これらの植生は昔から防災林として人々に活用されてきたことが多い。